# Аджаяраджа II
Аджаяраджа II (гінді अजयराज द्वितीय; д/н — 1135) — 11-й магараджахіраджа Сакамбхарі у 1110—1135 роках. В мусульманських середньовічних істориків відомий як Салхана. Засновник міста Аджмер.

## Життєпис
Походив з династії Чаухан. Син Прітхвіраджи I. Посів трон близько 1110 року. Невдовзі перетворив розширив дургу (фортецю) Аджаямеру, яку перетворив на однойменне місто. Згодом переніс столицю з Сакамбхарі до Аджаямеру. Наказав зводити тут палацовий комплекс, базари, гроадські будівлі.
Водночас спільно з Джаясімхою Соланка, магараджахіраджею Гуджари, виступив проти Наравармана Парамара, магараджахіраджи Малави, якому було завдано низку жорстоких поразок. зокрема Чаухан звитяжив над ворожим данданаякою (полководцем) Сулханою (Солланою), що потрапив у полон. Потім захопив важливу дургу Шрімарга. За цим дійшов до Удджайна, де з'єднався з Джаясімхою. Слідом за цим союзники деякий час тримали в облозі Наравармана в його столиці Дхар.
Починає карбувати срібні монети (рупак) у значній кількості за зразком монет династії Томар. Його монети знайшли в багатьох місцях, включаючи Раджастхан і Матхуру. З реверсу було зображено сидячу богиню (напевне Лакшмі), на аверсі напис «Шрі Аджаядева». Були виявлені срібні монети із зображенням голови та написом «Шрі Сомаладеві» (або «Шрі Сомаладеві») скалдені письмом нагар. Також було знайдено мідні монети з тією самою легендою та зображенням вершника. Це монети викарбовані на честь дружини Аджаяраджи II, що є доволі рідкісним явищем.
Невдовзі за цим вимушен був боротися з Мухаммадом Бахлімом, газневідським намісником Лахору. В цій боротьби діяв спільно з Магіпалою Томар, магараджахіраджею Гаріяни. Під час військової кампанії 1120—1121 року зазнав поразки, внаслідок чого Бахлім (або сам султан Бахрам-шах) захопив місто Нагор, звідки вигнав Сесодіїв, васалів Чаухан.
В подальшому ймовірно скористався протистоянням Бахрам-шаха у Гурідами та Сельджукідами, завдавши поразки Салар Хусейну, новому валі Лахора, але чи зміг Аджаяраджа II відвоювати Нагор невідомо. Але протистояння з Газневідами напевне тривало до самої смерті магараджахіраджи у 1135 році. Йому спадкував син Арнораджа.